# Музей королівських будинків
Музей королівських будинків (Museo de las Casas Reales) — одна з важливих культурних пам'яток, побудованих під час колоніальної ери на острові Гаїті, нині Домініканська Республіка. Він розташований у колоніальному районі Санто-Домінго.
Це був палац віцекороля Санто-Домінго, і це найстаріший штаб іспанської влади в Новому Світі.
Будівля датується шістнадцятим століттям і була побудована для розміщення адміністративних офісів іспанських колоній на Північній і Південній Америці.
Він є частиною Світової спадщини ЮНЕСКО під назвою Колоніальне місто Санто-Домінго.

## Історія
Палац був побудований за наказом іспанської корони, королем Арагону Фердинандом II, 5 жовтня 1511 року для розміщення головних урядових установ колонії у двох взаємопов'язаних будівлях (звідси множина Casas Reales). У першій (південній) секції була Королівська Аудієнсія, перший суд Нового Світу, а також офіс Генерального контролера. У другий (північний) перебували віцекоролі, губернатори та генерал-капітани.
Початкова архітектурна споруда зазнала низки змін. У 1807 році, під час суверенітету Франції над східною частиною Еспаньйоли, французький генерал Луї Ферран надав фасаду класичний архітектурний стиль. За останній рік правління президента Карлоса Феліпе Моралеса були внесені деякі зміни щодо використання будівлі як урядового палацу. Пізніше Президентство переїхало в особняк на місці сьогоднішнього Національного палацу. За часів правління Рафаеля Леонідаса Трухільйо були внесені інші зміни для розміщення урядових установ. Офіс Трухільйо та велика колекція зброї та обладунків, які він придбав, залишаються на виставці.
Пізніше будівлю було відновлено до первісного вигляду 16-го століття як музей, що був створений 18 жовтня 1973 року за часів правління президента Хоакіна Балагера. Однак офіційно його відкрили лише 31 травня 1976 року. На церемонії відкриття був присутній іспанський король Хуан Карлос I. Екскурсія має аудіогід, доступний різними мовами. Зараз це одне з найвідвідуваніших місць у Санто-Домінго.

## Галерея

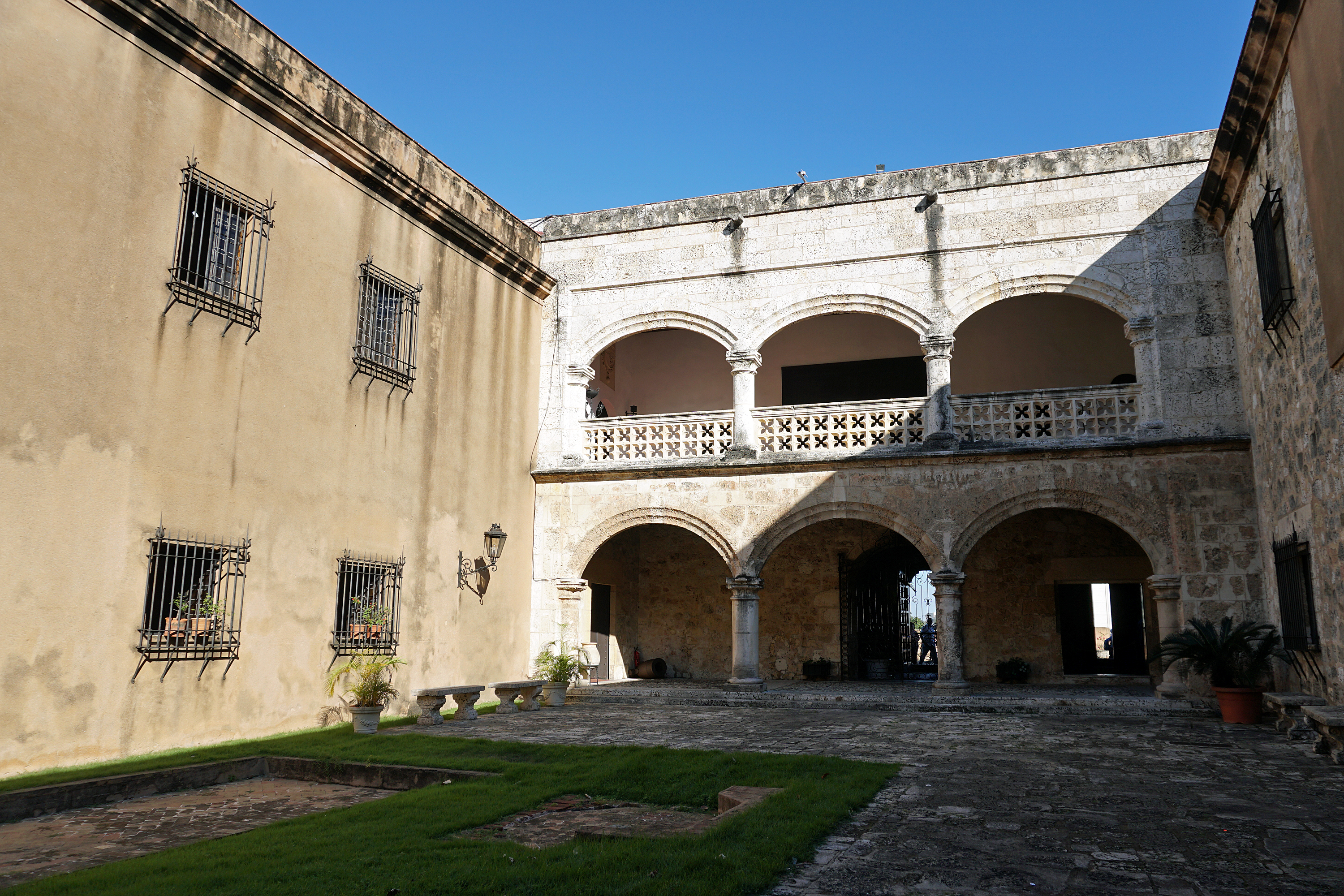
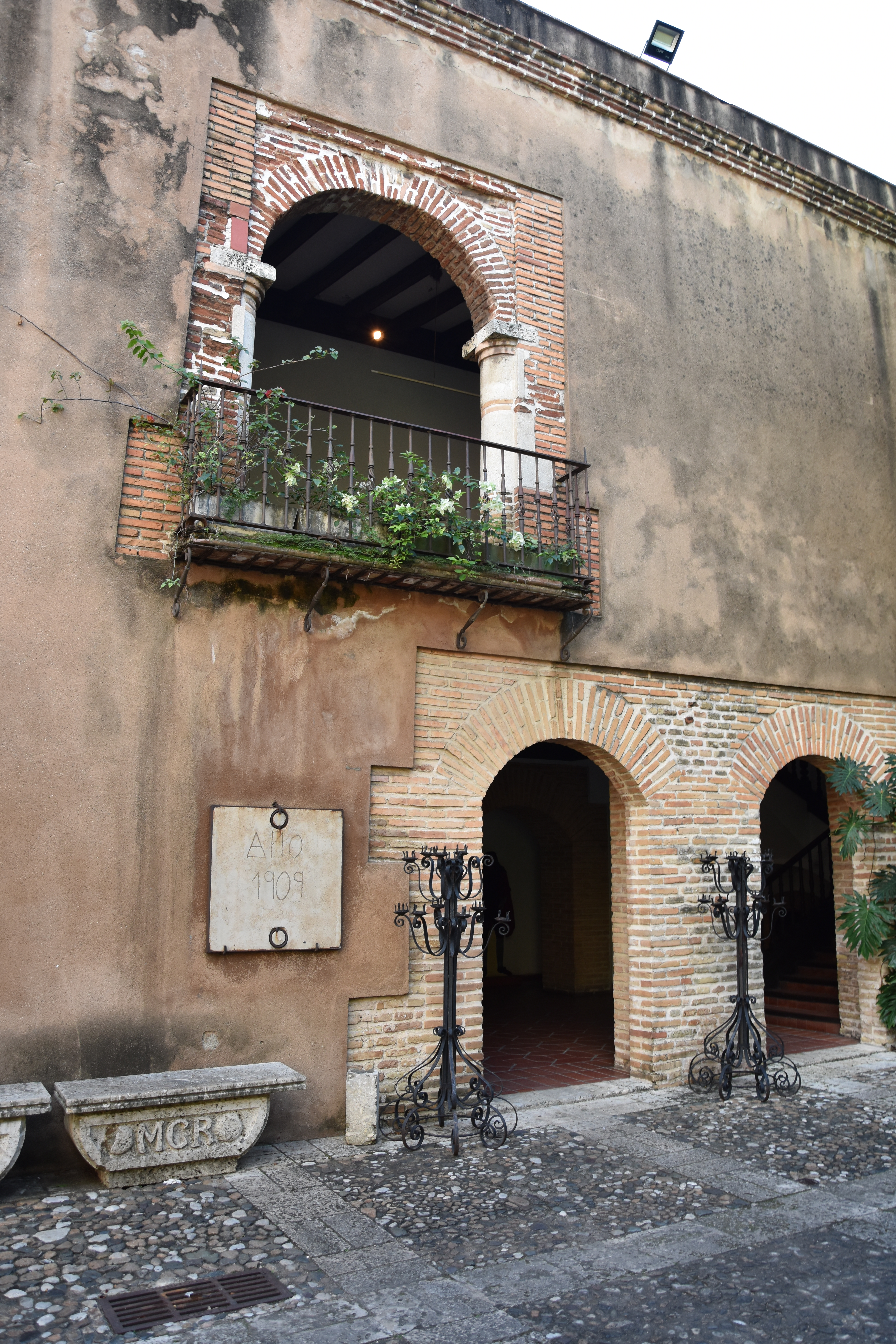
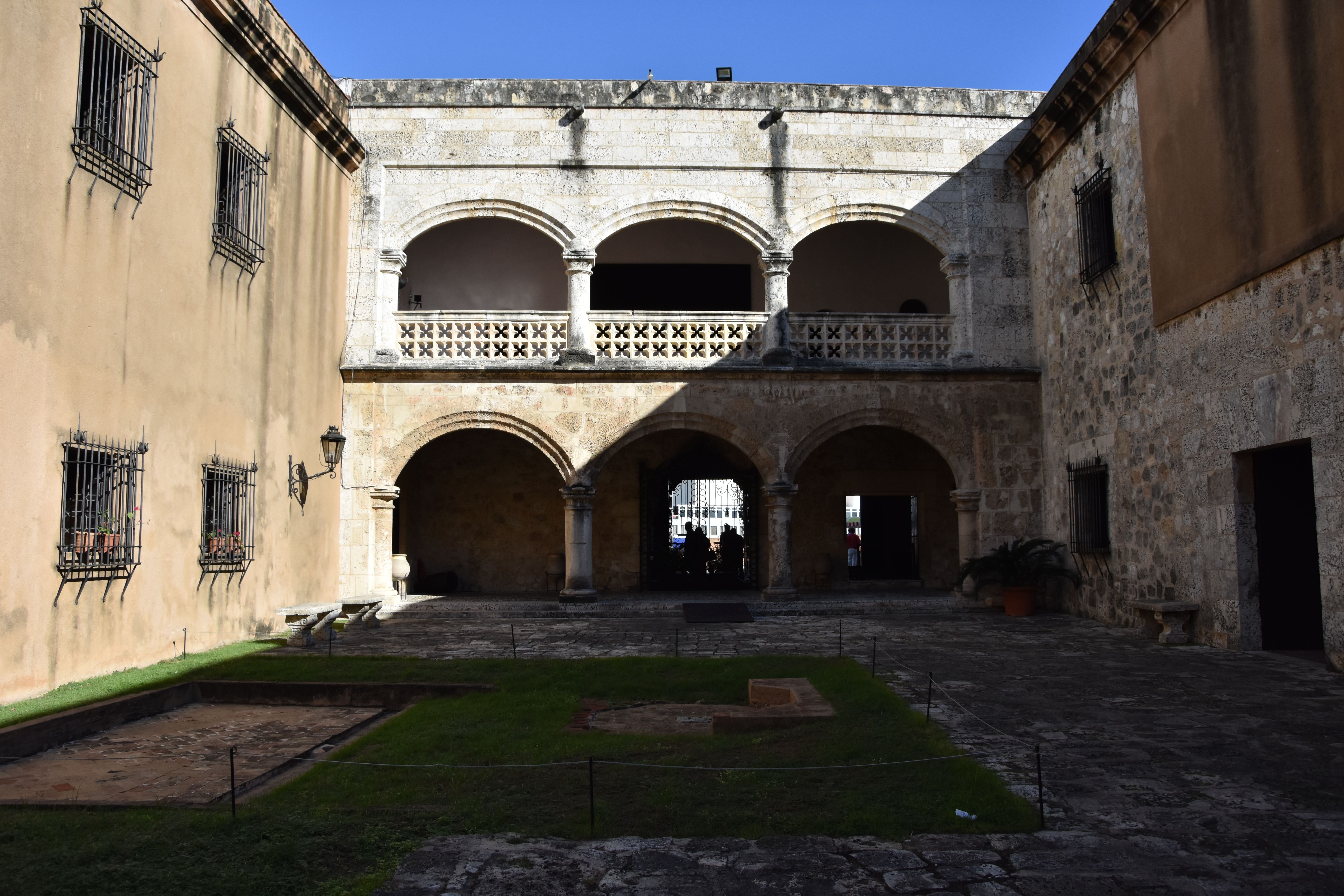
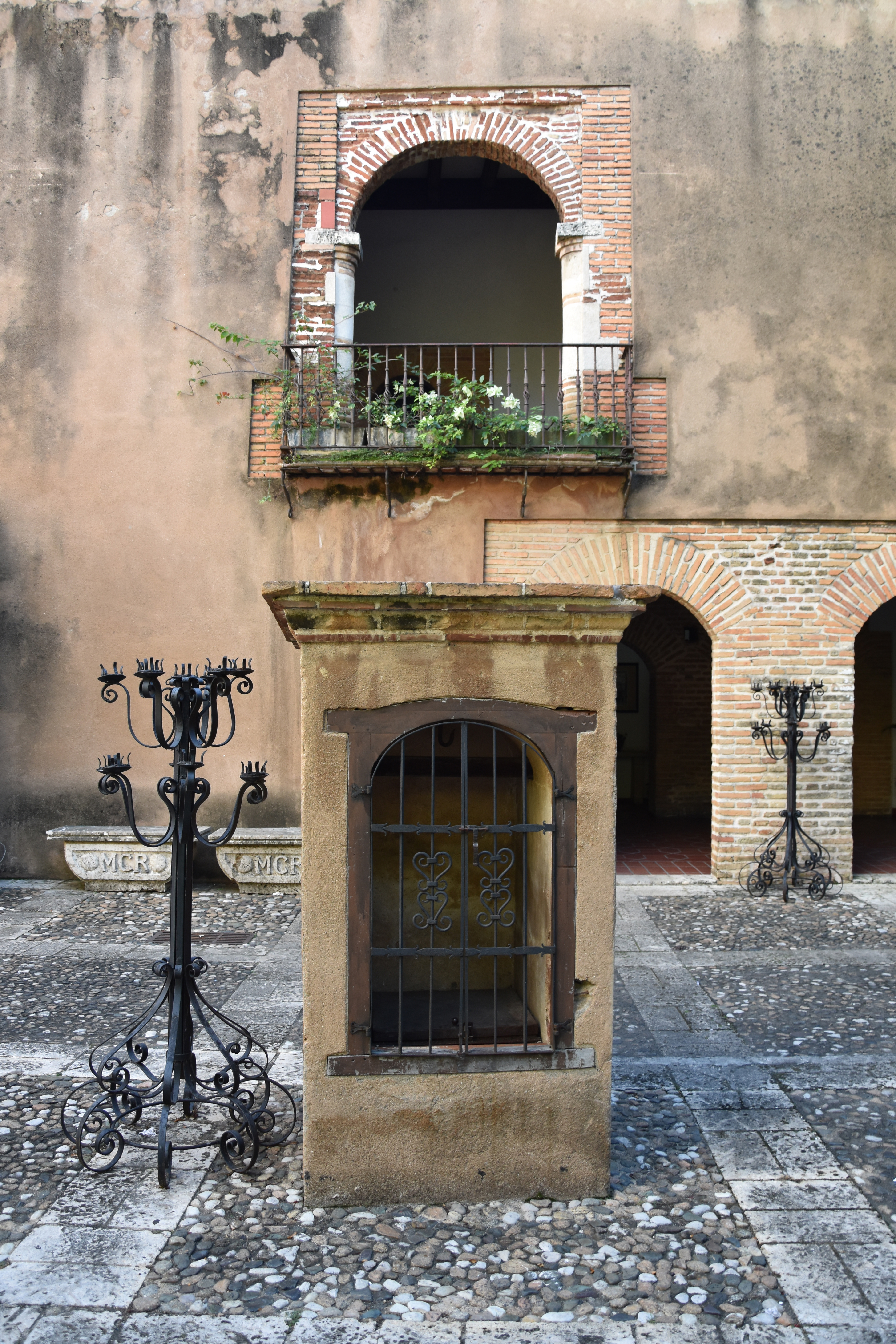
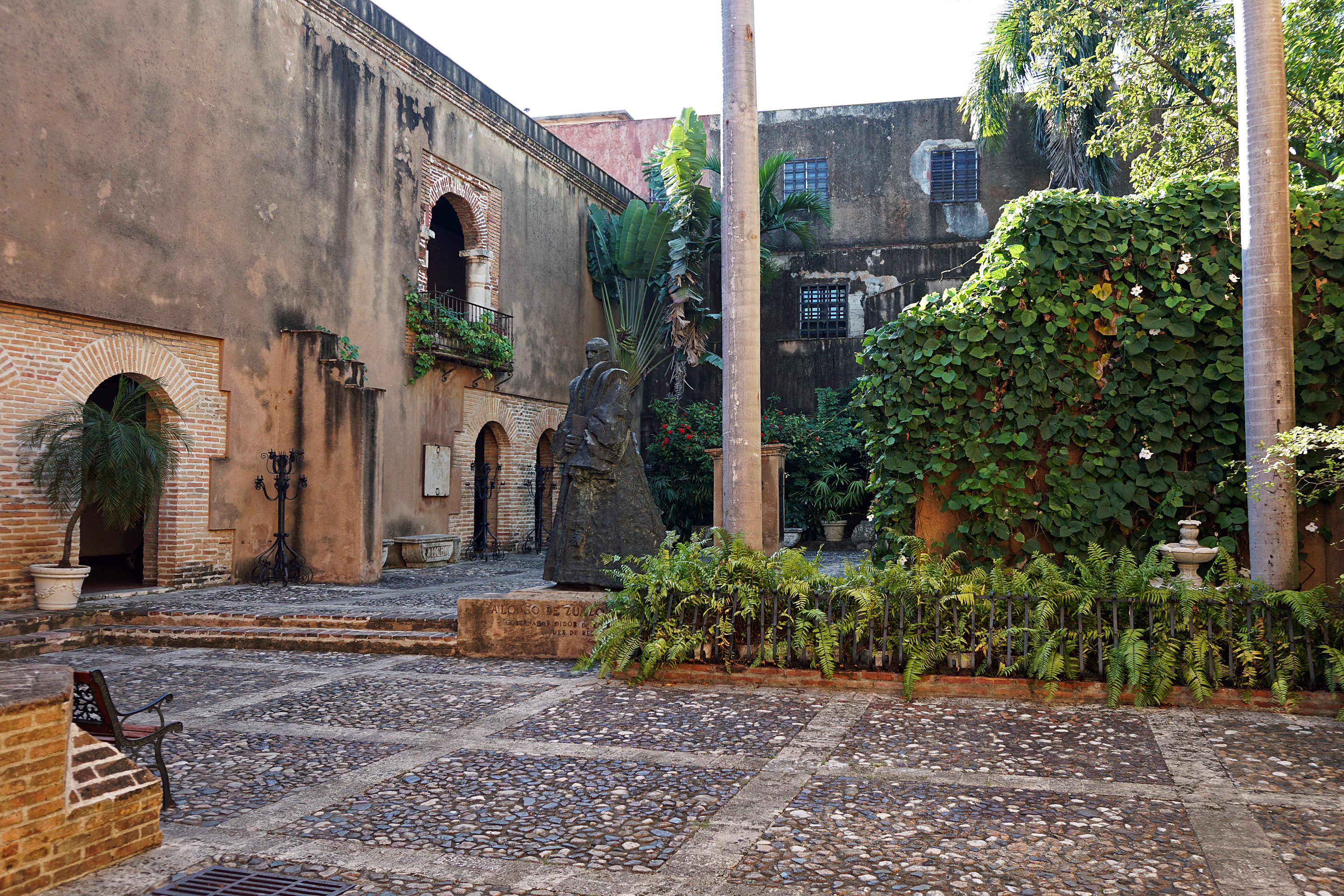
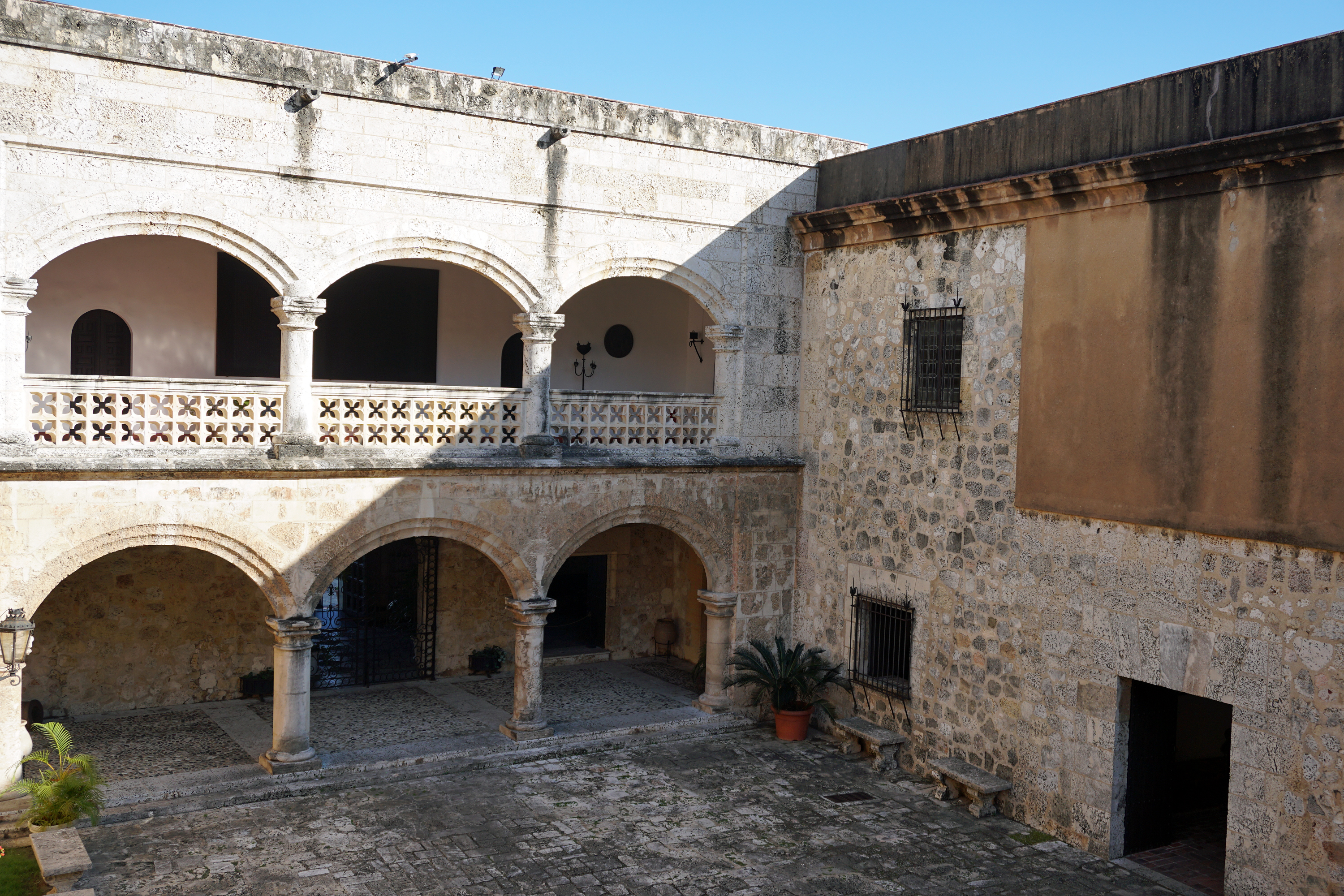
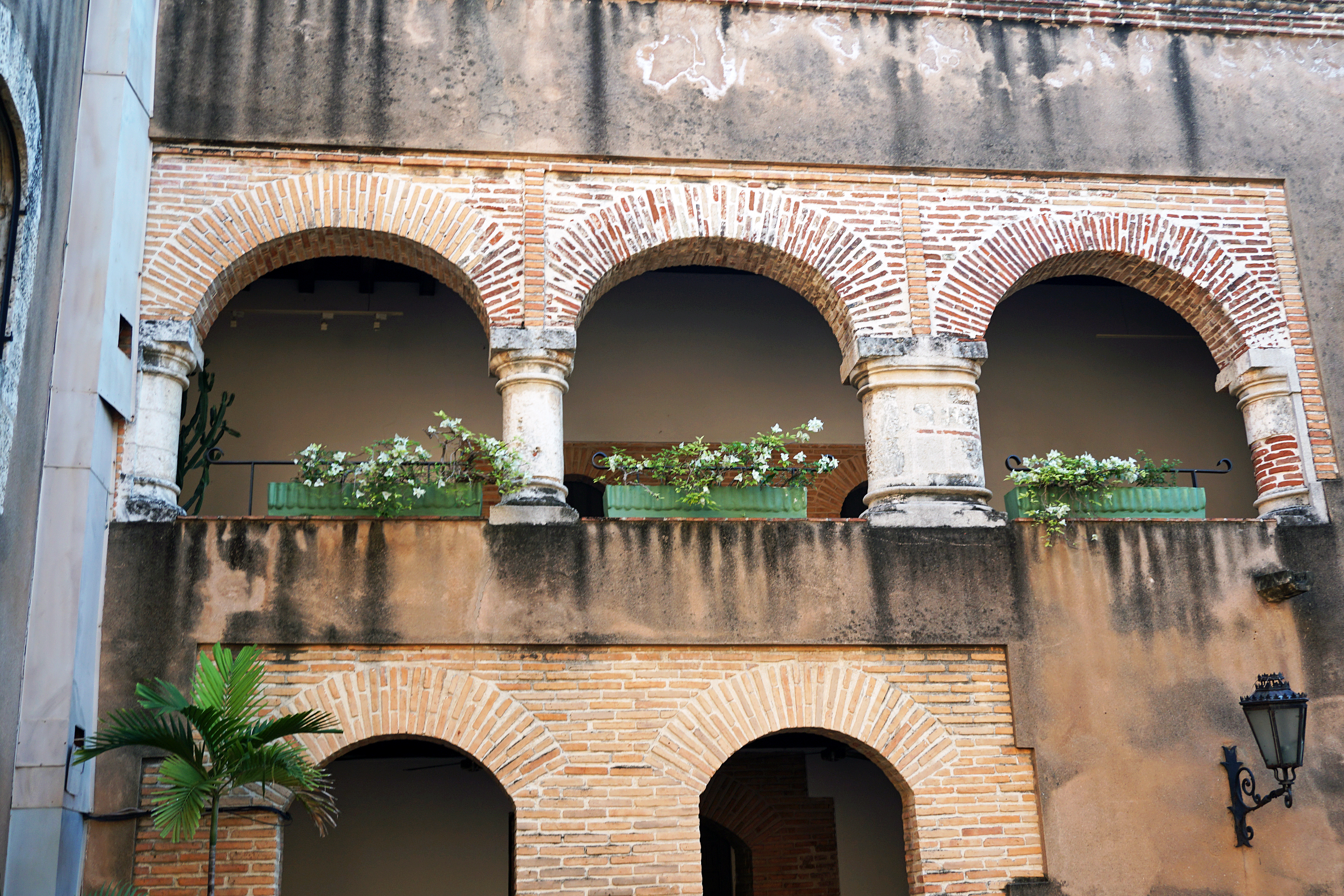

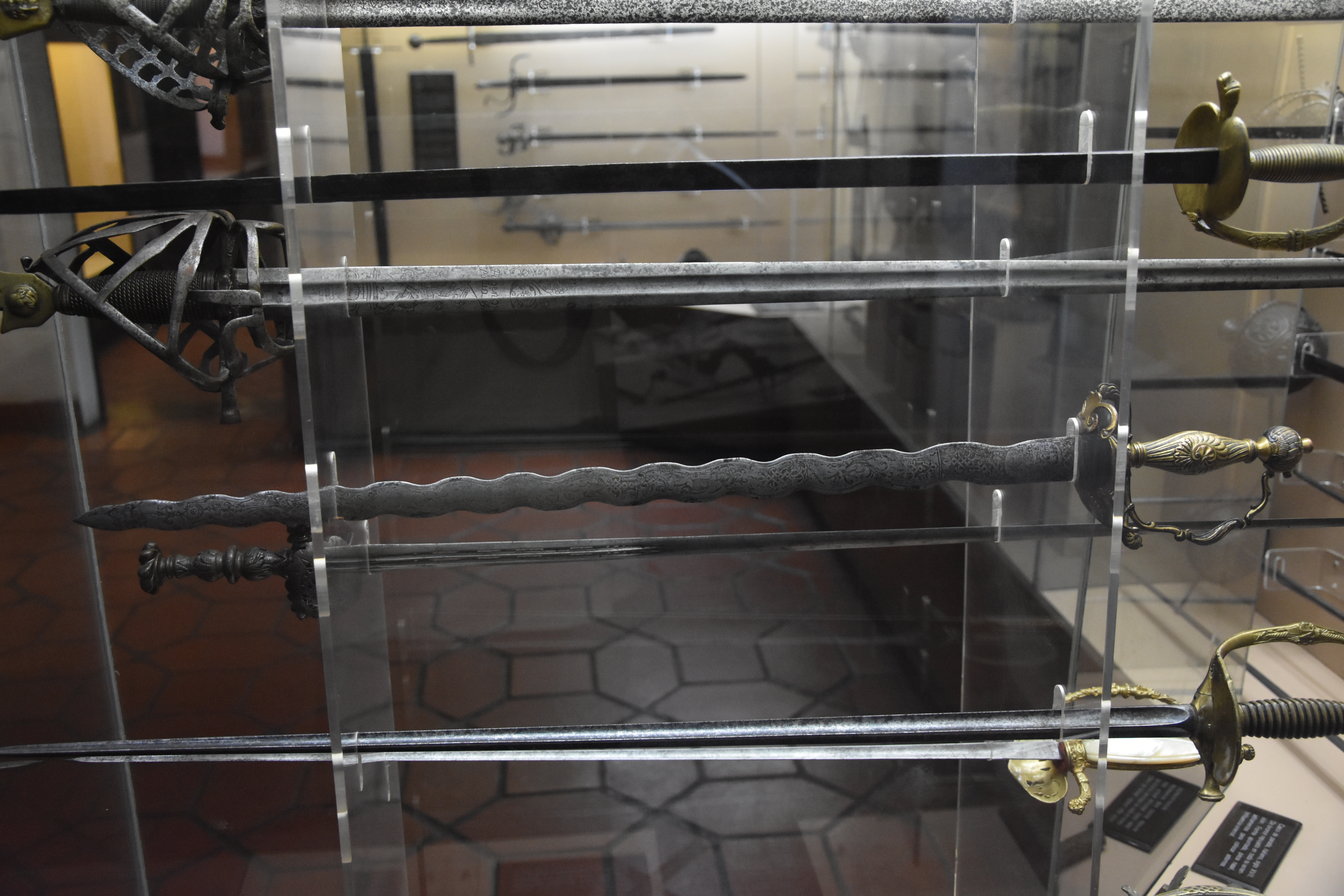
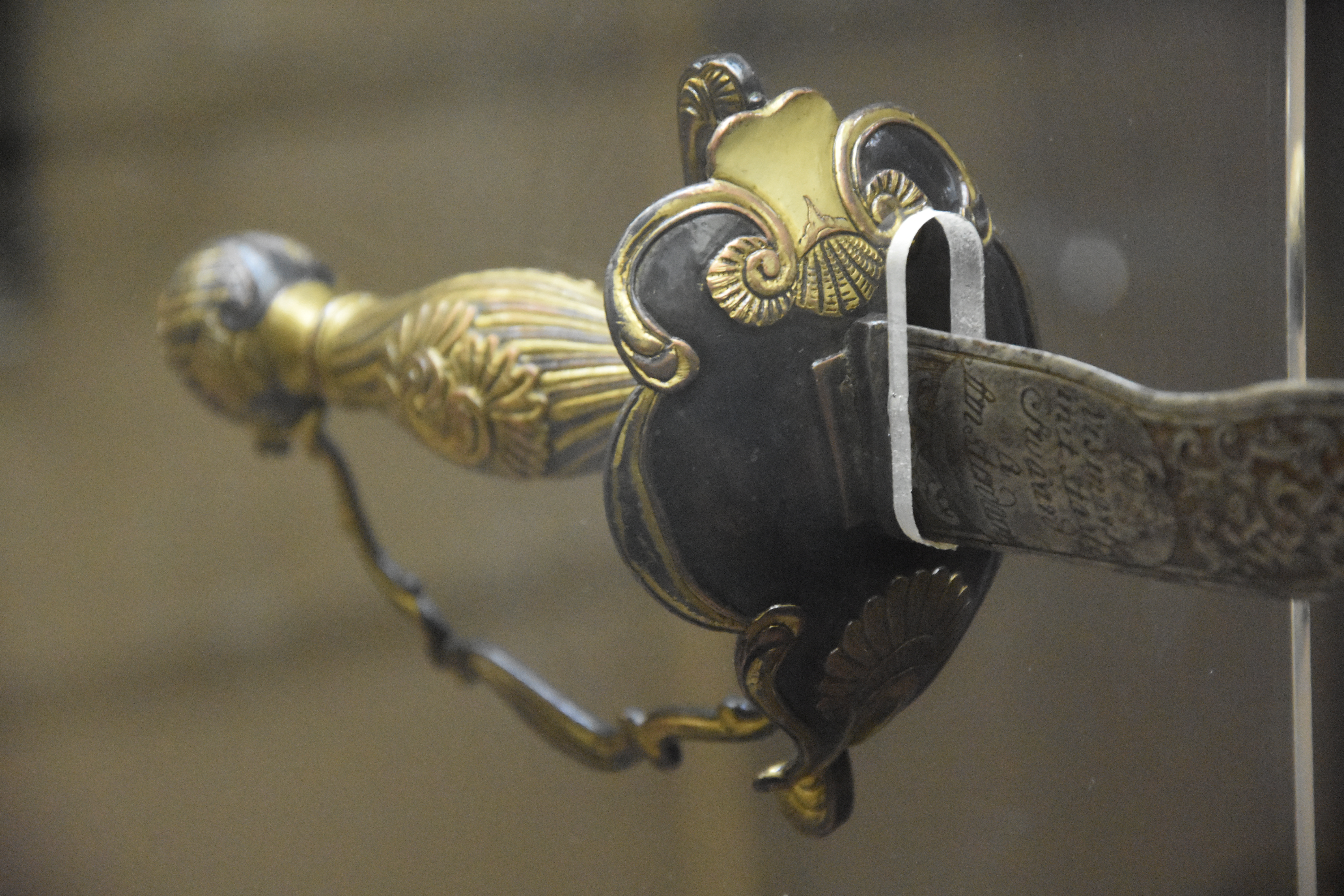
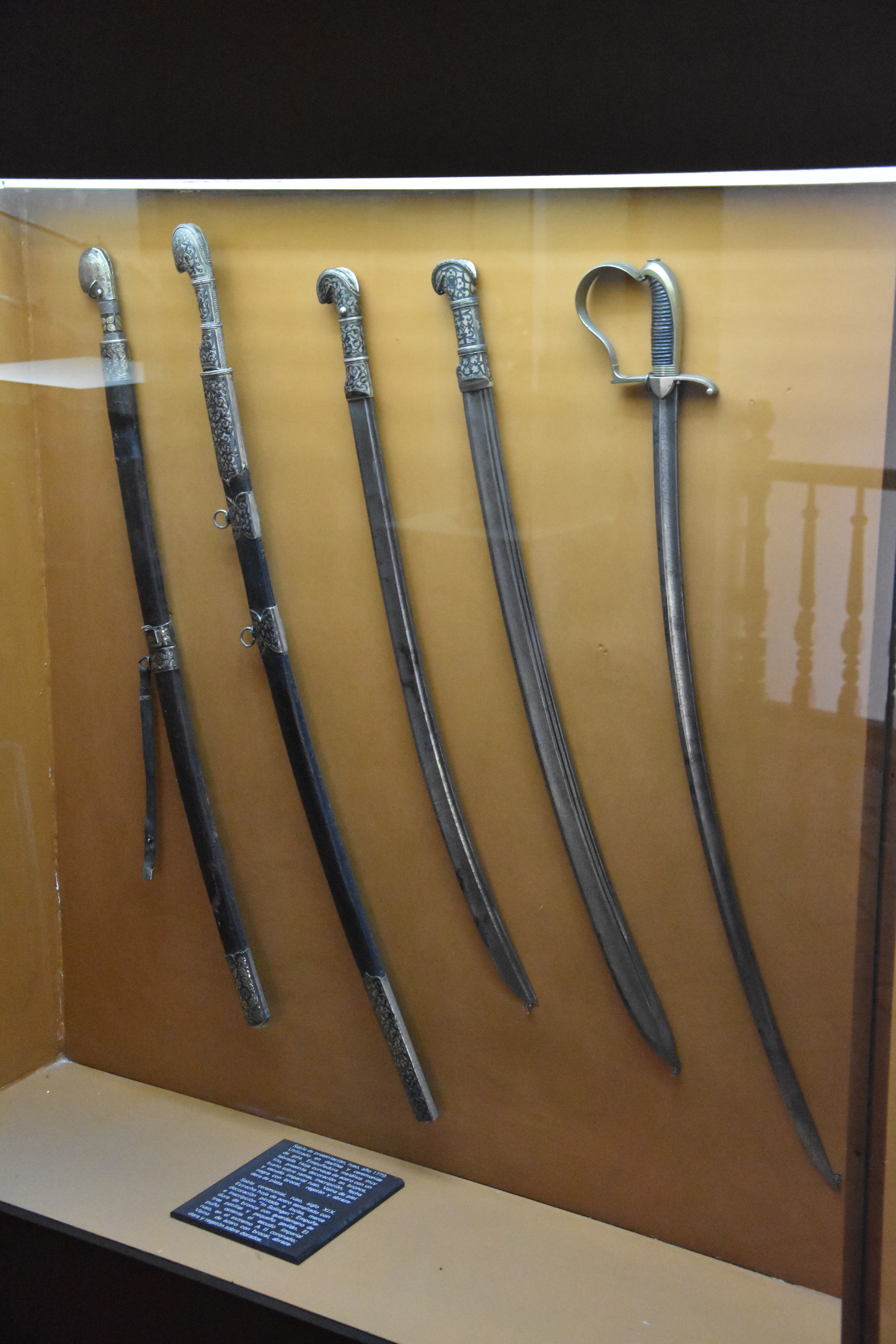
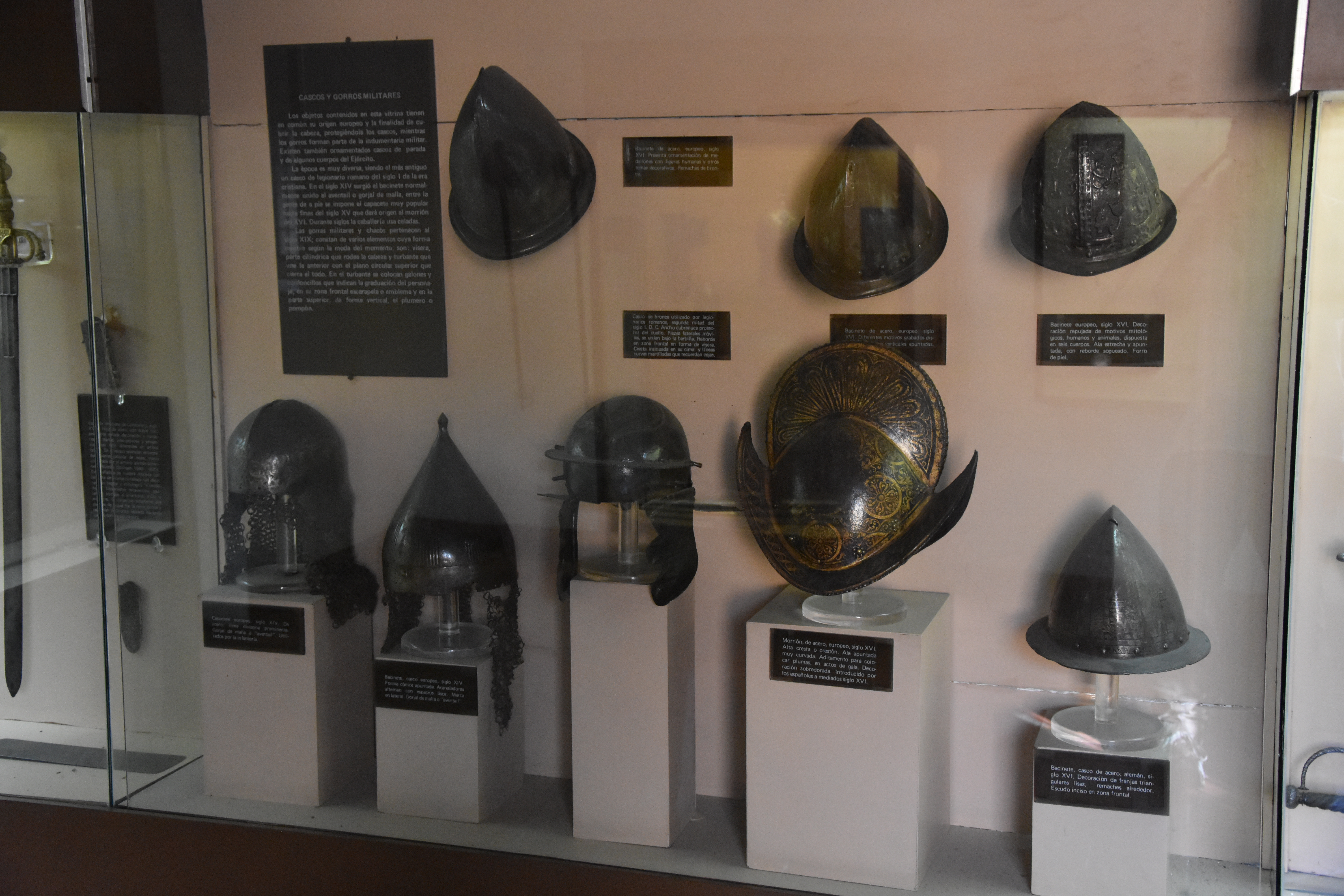
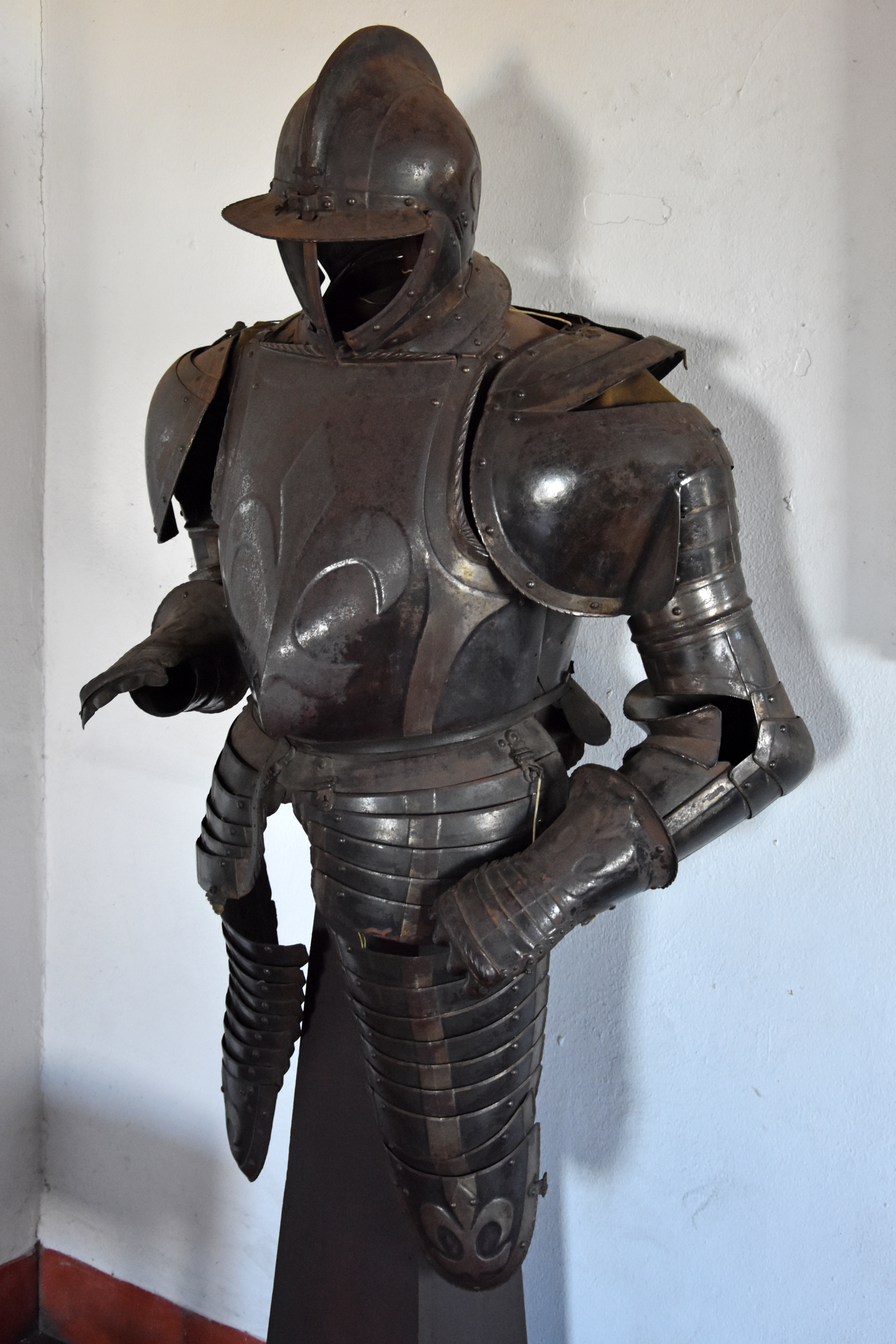
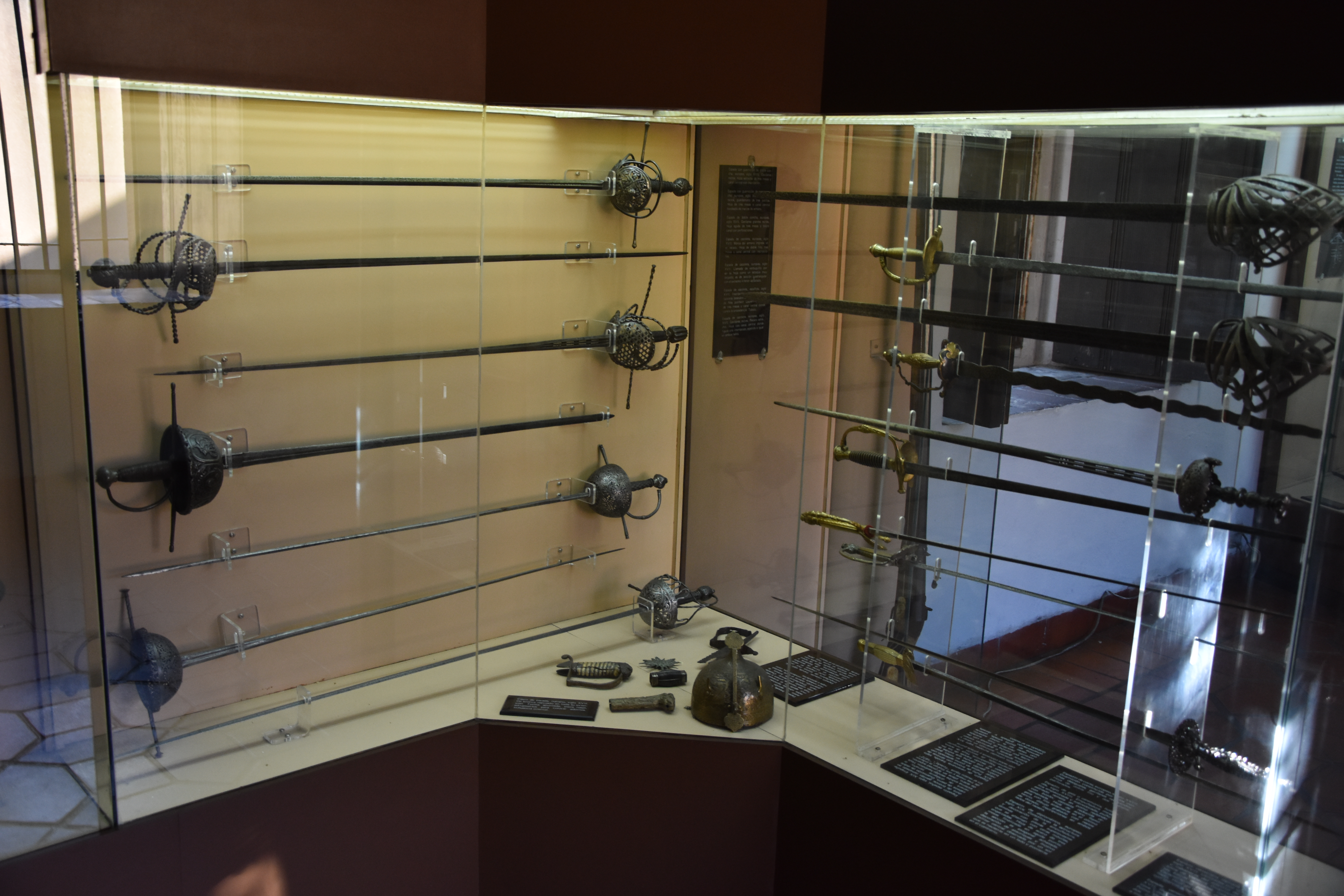
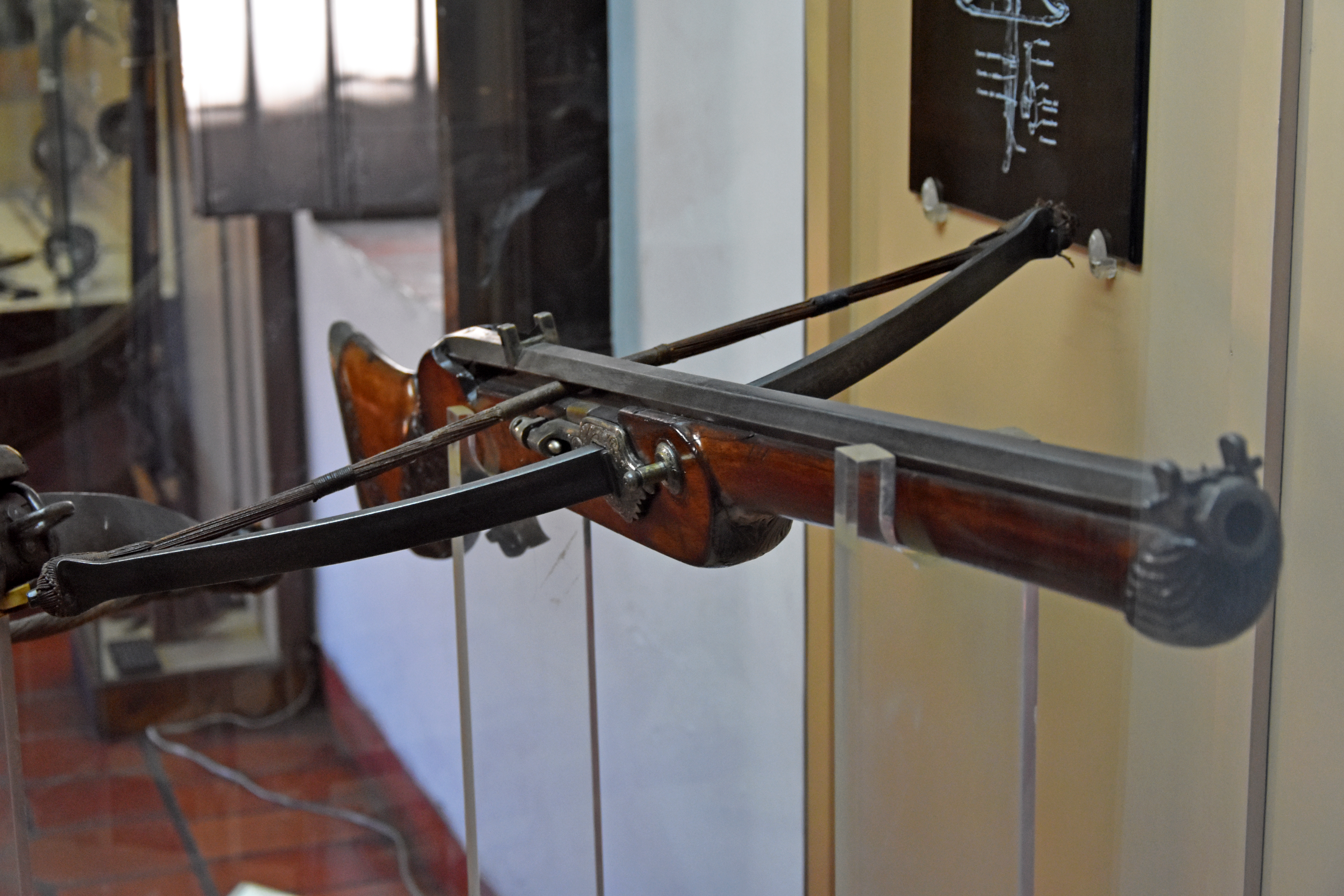
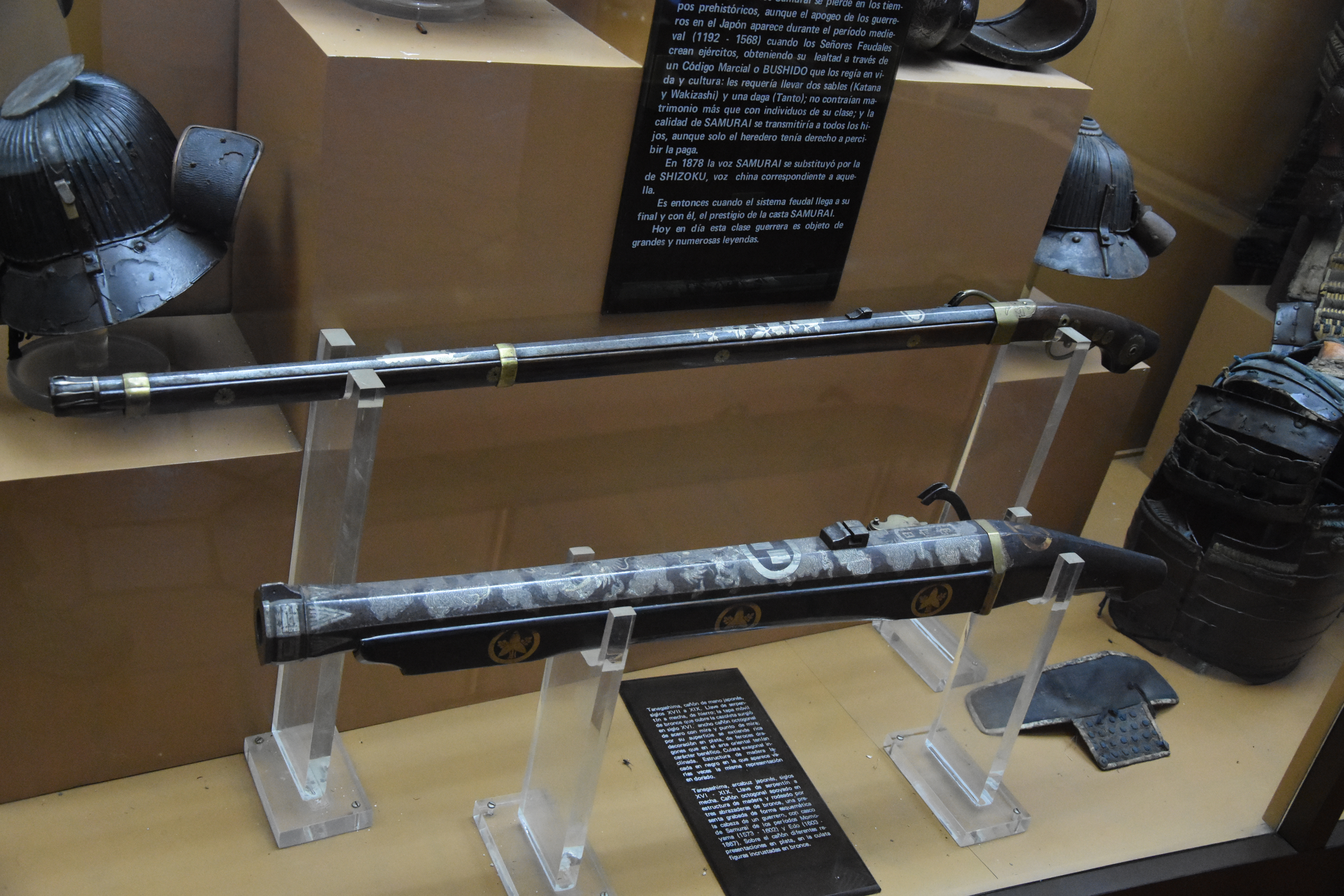
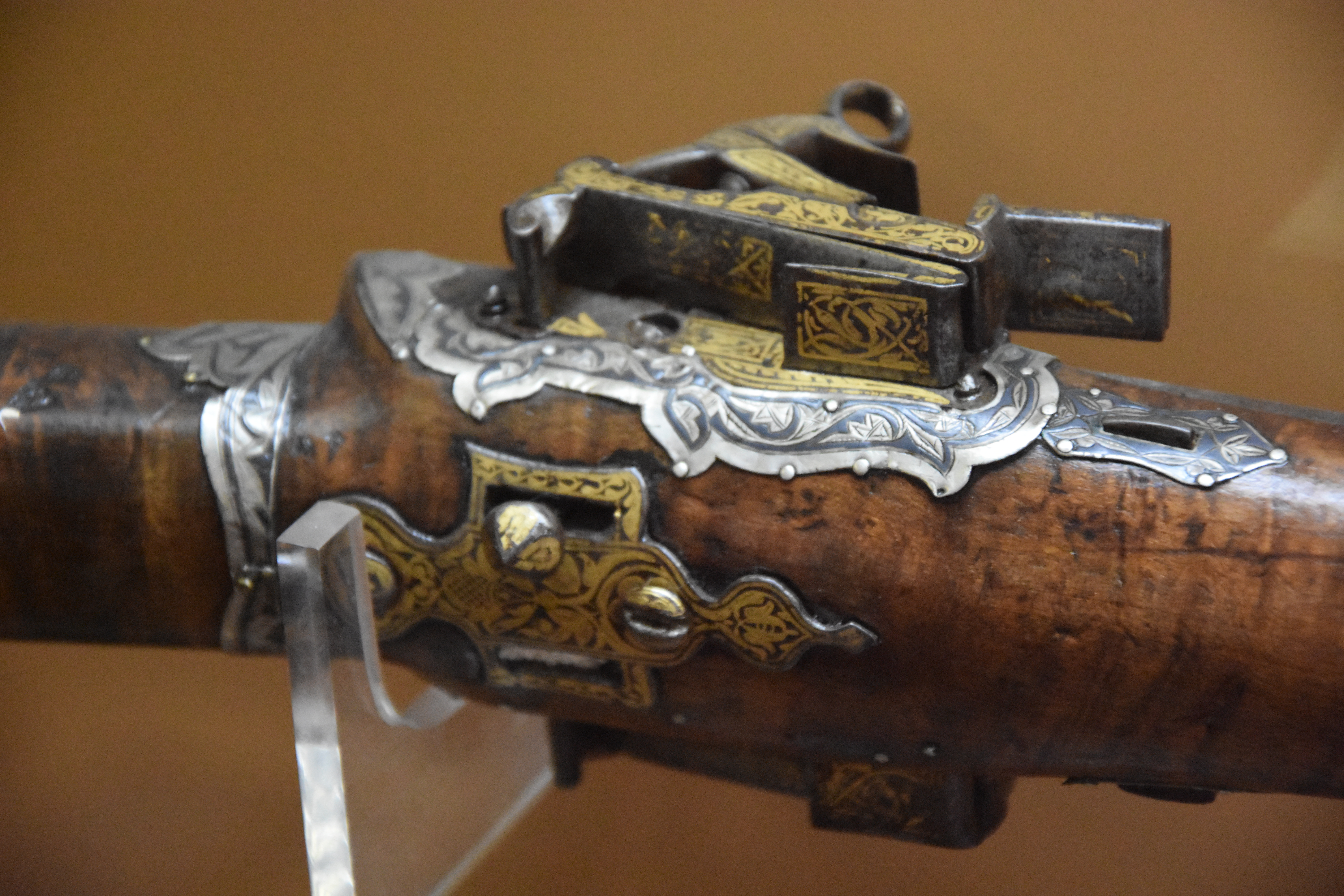